# Byparlamentarisme
Byparlamentarisme er en ordning for organisering af lokalpolitikken i byer hvor flertallet i et folkevalgt byparlament vælger en byregering som skal have den udøvende magt i byen.

## Norge
I Norge kaldes den folkevalgte forsamling i en by for et "bystyre", mens en byregering kaldes et "byråd".
Der blev indført byparlamentarisme i Oslo i 1986, i Bergen i 2000 og i Tromsø i 2011. Flere andre norske byer har også overvejet at indføre ordningen, mens Tromsø gik tilbage til den traditionelle model med et bystyre og formandskab (svarende til byråd og økonomiudvalg i Danmark) den 1. juli 2016.
Som i andre parlamentariske systemer, er norske byråd ansvarlig overfor bystyret, og kan risikere at blive udsat for mistillidsvotum eller at gå af som følge af et kabinetsspørgsmål. I Bergen behøver et byråd positivt flertal i bystyret for at blive indsat. Oslo brugte også oprindeligt denne ordning, men er nu gået over til en ordning med negativt flertal, hvor ordføreren (det vil sige lederen af bystyret), som selv er valgt med positivt flertal, beder den person som opfattes som lederen for den mest styringsdygtige koalitionen om at danne byråd, efter samme mønster som ved regeringdannelser i Norge.